# Artak Dašyan
Artak Dašyan (in armeno Արտակ Դաշյան?; in russo Артак Дашян?, Artak Dašjan; Erevan, 20 novembre 1989) è un calciatore armeno, centrocampista del Noah.

## Carriera

### Nazionale
Tra il 2009 ed il 2014 ha giocato 7 partite nella nazionale armena; in precedenza aveva giocato anche nella nazionale Under-21.

## Palmarès

### Club

#### Competizioni nazionali
- Campionato macedone: 2

Vardar: 2014-2015, 2015-2016
- Supercoppa di Macedonia: 1

Vardar: 2015
- Campionato armeno: 4

Alaškert: 2016-2017, 2017-2018
P'yownik: 2023-2024
Noah: 2024-2025
- Supercoppa d'Armenia: 1

Alaškert: 2016
- Coppa d'Armenia: 1

Noah: 2024-2025